# Julian Alden Weir
Julian Alden Weir (West Point, 30 agosto 1852 – New York, 8 dicembre 1919) è stato un pittore impressionista statunitense.
Appartenne al gruppo dei Ten American Painters e frequentò la Cos Cob Art Colony.

## Biografia
Weir nacque e crebbe a West Point, figlio del pittore Robert Walter, professore di disegno all'Accademia militare di West Point. Anche suo fratello maggiore, John Ferguson Weir divenne un noto pittore paesaggista che dipingeva secondo i canoni della Hudson River School e della scuola del Barbizon.

Julian Weir ricevette le prime nozioni di pittura alla National Academy of Design nel 1870, prima di trasferirsi alla Scuola di Belle arti di Parigi nel 1873, dove studiò con Jean-Léon Gérôme e fece amicizia con Jules Bastien-Lepage. A Parigi vide per la prima volta dei quadri impressionisti, definendoli "cose orribili".

Tornato a New York City nel 1877, preferì andare a vivere in campagna e nel 1880 si stabilì a Ridgfield, nel Connecticut. Conobbe John Henry Twachtman, il cui modo di dipingere era assai simile al suo, tanto che diverse volte i due pittori esposero assieme.
Ma dal 1891 Weir si riconciliò con il movimento impressionista, riconoscendone la validità dei principi ed adottandone la tecnica pittorica ed espressiva. Il suo stile, a questo punto, oscillò fra un tradizionale e vibrante impressionismo e un sommesso e velato tonalismo. Weir fu anche un abile incisore, per lo più acquafortista.
Nel 1912 fu eletto primo presidente dell'Association of American Painters and Sculptors e, in seguito, divenne presidente della più prestigiosa National Academy of Design. Morì nel 1919, all'età di 67 anni.
La casa di campagna e lo studio di Weir a Branchville sono oggi protetti come Weir Farm National Historic Site.

## Musei e Collezioni
- Metropolitan Museum of Art, New York.
- Phillips Collection, Washington.
- Smithsonian American Art Museum, Washington.
- Brigham Young University Museum of Art, Provo, (Utah).
- Wodsworth Atheneum, Hartford, (Connecticut).

## Galleria d'immagini

### Ritratti femminili

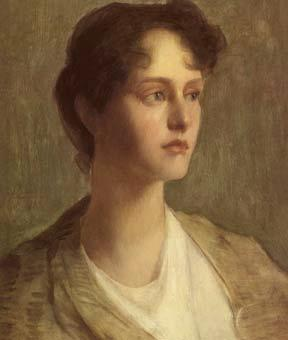
Un volto ideale
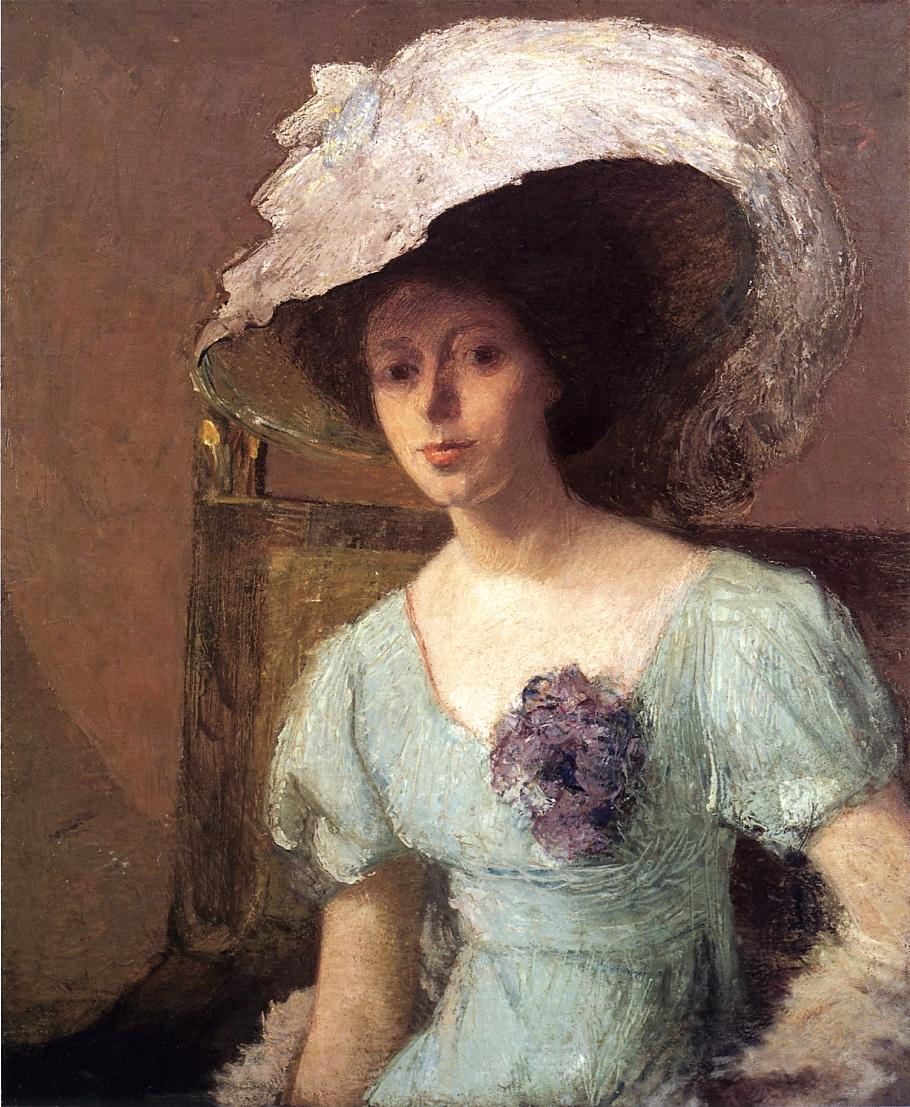
L'abito blu
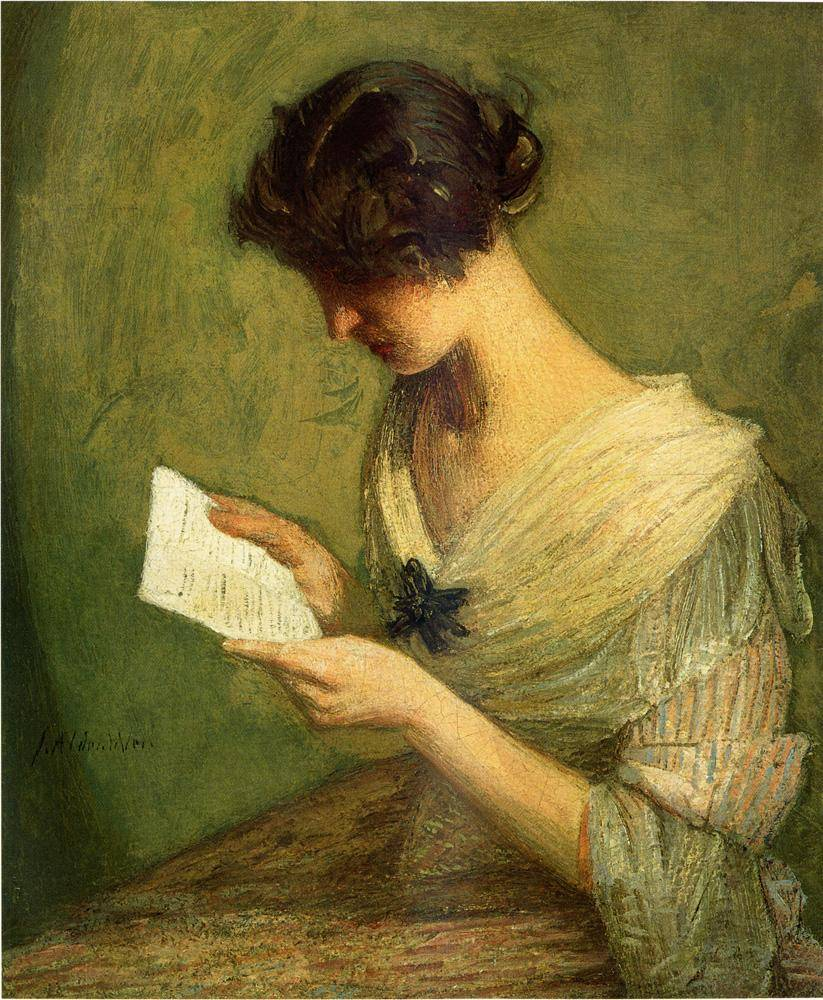
La lettera
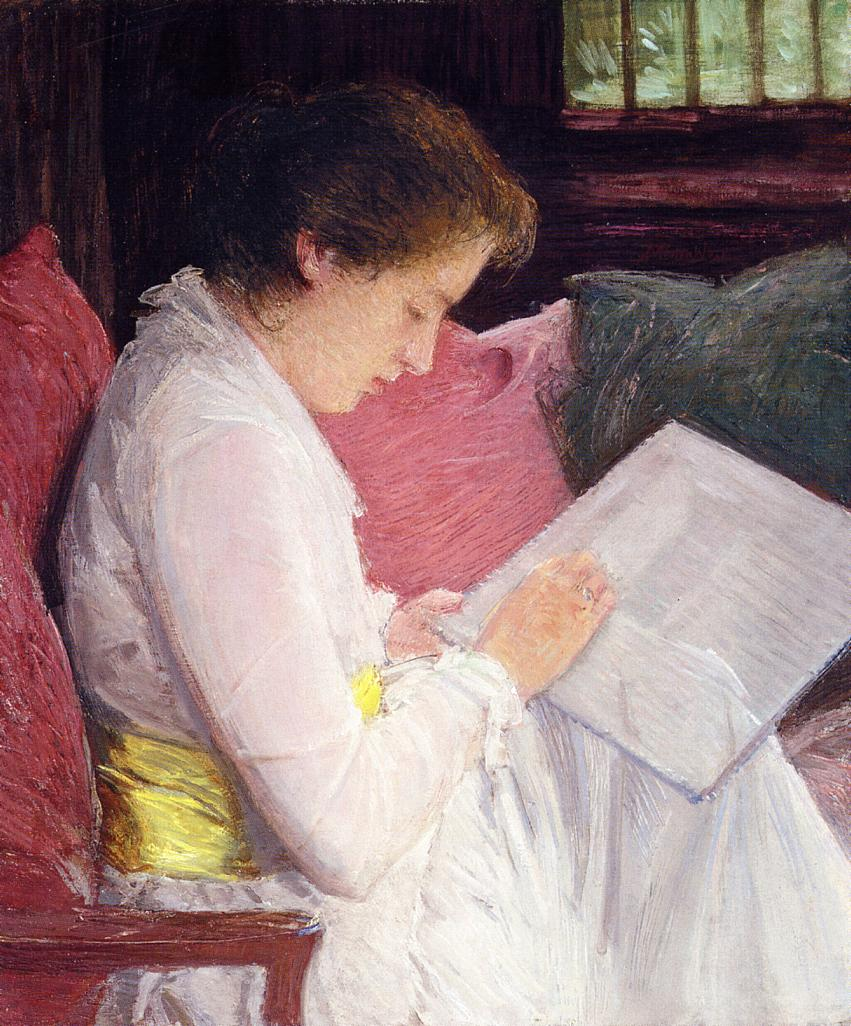
La ricamatrice
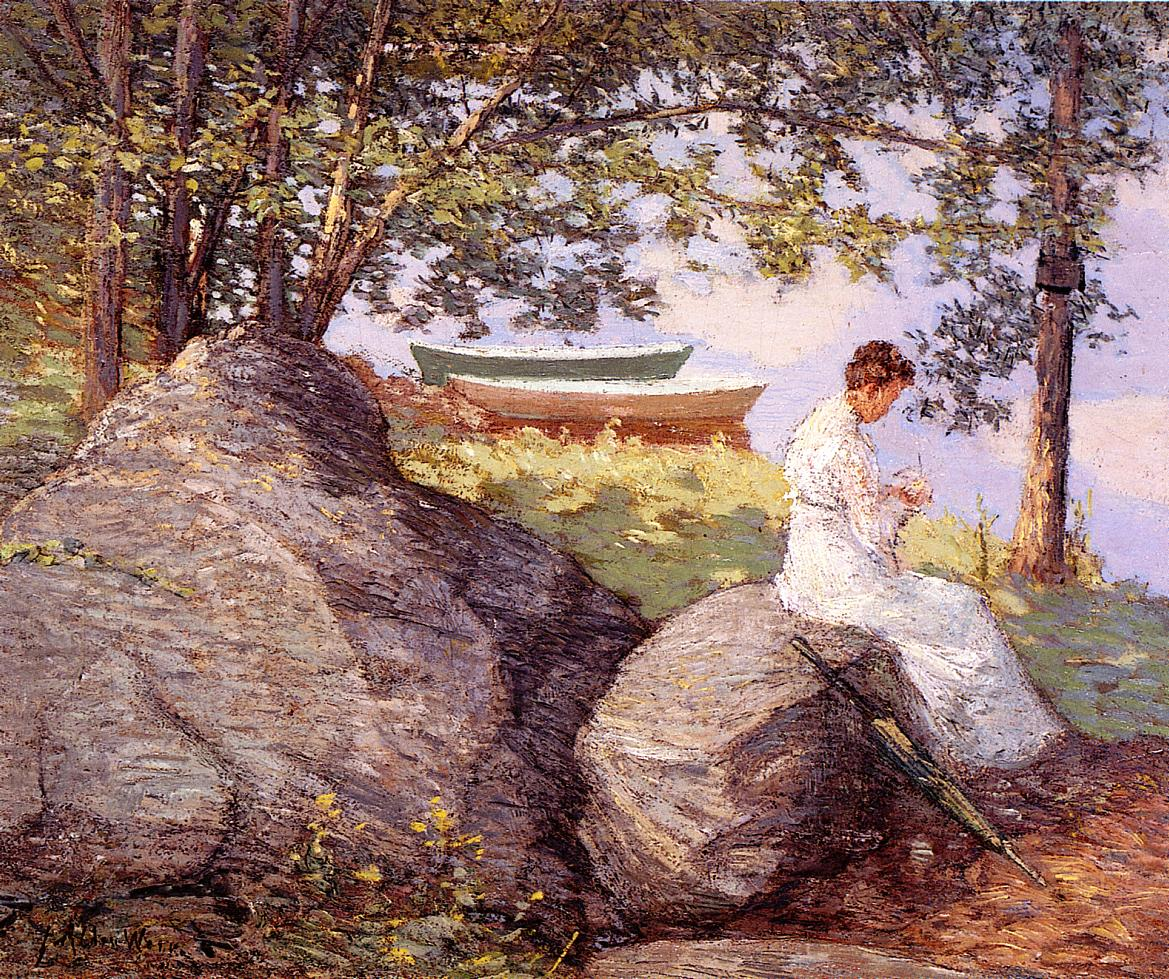
Sulla riva

### Paesaggi

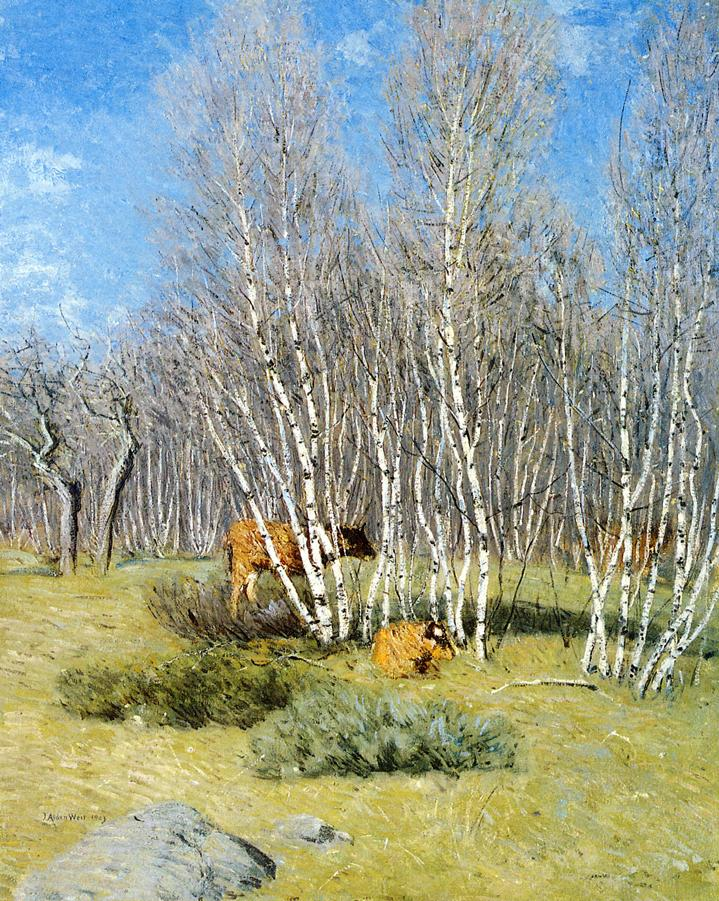
Betulle
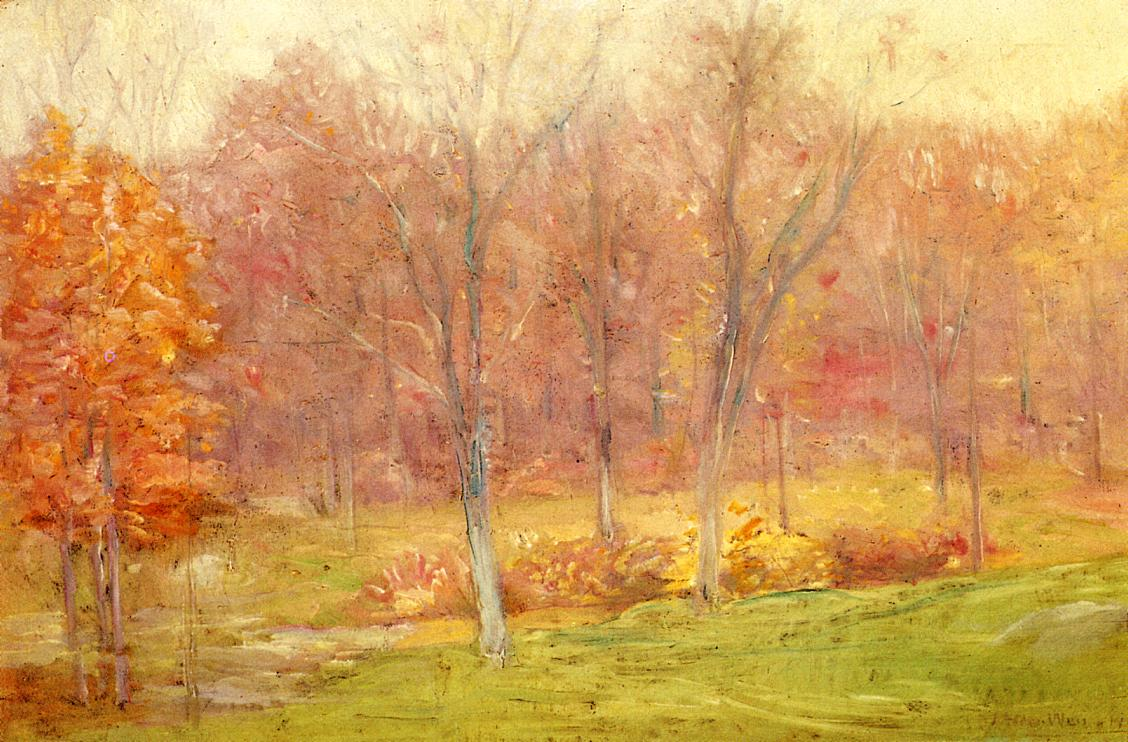
Pioggia d'autunno
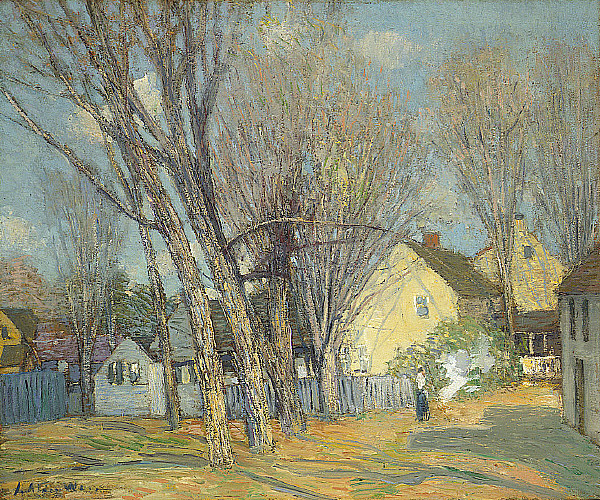
Windham, il villaggio
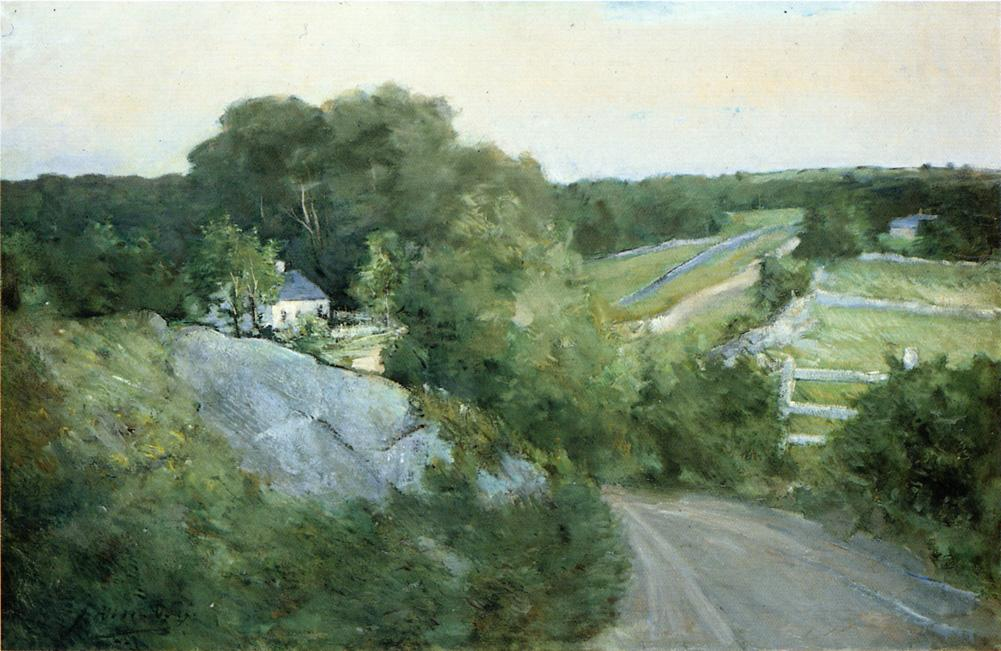
Le verdi colline e la fattoria